# وارقة سعفية
وارقة سعفية (الاسم العلمي:Phyllium frondosum) هي نوع من الحشرات تتبع جنس الوارقة من فصيلة الوارقات.